# Juan Carlos de la Ossa
Juan Carlos de la Ossa, född den 25 november 1976 i Cuenca är en spansk friidrottare som tävlar i medel- och långdistanslöpning.
Han deltog vid VM 2003 i Paris där han slutade på en nionde plats på 5 000 meter. Vid VM 2005 deltog han på 10 000 meter och slutade då tia. Hans främsta merit är en tredje plats vid EM 2006 i Göteborg på 10 000 meter. Han deltog även vid Olympiska sommarspelen 2008 då han slutade på en 17:e plats på 10 000 meter.

## Personliga rekord
- 5 000 meter - 13.09,84
- 10 000 meter - 27.27,80